# Eva Kejkrtová Měřičková
Eva Kejkrtová Měřičková (* 8. října 1957) je česká divadelnice. V letech 1992–2019 byla ředitelkou Dejvického divadla v Praze.

## Život
V roce 1986 vystudovala Divadelní fakultu Akademie múzických umění, obor organizace a řízení divadel a kulturních zařízení. V letech 1986–1987 pracovala v obchodním oddělení Realistického divadla Zdeňka Nejedlého.
Od roku 1987 vedla Klub Delta, součást Obvodního kulturního domu Prahy 6. V roce 1990 se stala ředitelkou celého Obvodního kulturního domu Prahy 6. Ten byl v roce 1992 přejmenován na Spektrum K – sdružení kulturních zařízení Prahy 6.
Ve stejném roce bylo otevřeno Dejvické divadlo, jehož založení Eva Kejkrtová Měřičková iniciovala a se stala jeho ředitelkou. Ze Spektra K se osamostatnily hudební kluby a Spektrum K bylo v roce 1997 přejmenováno na Dejvické divadlo, příspěvková organizace. V roce 2003 byla organizace transformována na obecně prospěšnou společnost, jehož součástí je i folklórní soubor Rosénka.
Dne 1. září 2019 předala vedení Dejvického divadla své nástupkyni, paní Blance Cichon.

## Pedagogická činnost
V letech 2002–2008 vyučovala na katedře produkce Divadelní fakulty AMU.